# Cantiaci

Les peuples celtes du sud de l'Angleterre.

Les Cantiaci ou Cantii étaient un peuple belge de l'île de Bretagne avant la conquête romaine. Ils ont donné leur nom à une civitas de la province romaine de Bretagne. 

Ils habitaient le Cantium, devenu le Kent, au sud-est de l'Angleterre, et avaient pour voisins les Catuvellauni (autre peuple belge) au nord et les Regnenses à l'ouest. Leur capitale était Durovernum Cantiacorum, devenue Canterbury. Selon le géographe grec Ptolémée, Londinium (la future Londres) relevait de leur souveraineté.
Un des fils de Commius le jeune, Eppillius qui régna de 7 à 10 de notre ère, fut déposé par un de ses frères. Après cette date il s'enfuit du pays des Atrebates et devient le roi des Cantiaci.